# Propaganda de atrocidades
La propaganda de atrocidades es la difusión de información sobre los crímenes cometidos por un enemigo, que puede ser fáctica, pero a menudo incluye o presenta fabricaciones o exageraciones deliberadas. Esto puede incluir fotografías, videos, ilustraciones, entrevistas y otras formas de presentación de información o informes.
La naturaleza intrínsecamente violenta de la guerra significa que la exageración y la invención de atrocidades a menudo se convierte en el principal elemento básico de la propaganda. El patriotismo a menudo no es suficiente para hacer que la población odie al enemigo y la propaganda también es necesaria. «Tan grandes son las resistencias psicológicas a la guerra en las naciones modernas», escribió Harold Lasswell, «que toda guerra debe parecer una guerra de defensa contra un agresor asesino y amenazador. No debe haber ambigüedad sobre a quién se debe odiar». El testimonio humano puede no ser confiable incluso en circunstancias ordinarias, pero en tiempos de guerra, puede confundirse aún más por prejuicios, sentimientos y patriotismo equivocado.
Según Paul Linebarger, la propaganda de atrocidades conduce a atrocidades reales, ya que incita al enemigo a cometer más atrocidades y, al calentar las pasiones, aumenta la posibilidad de que el propio bando cometa atrocidades, en venganza por las denunciadas en la propaganda. La propaganda de atrocidades también puede llevar al público a desconfiar de los informes de atrocidades reales. En enero de 1944, Arthur Koestler escribió sobre su frustración al tratar de comunicar lo que había presenciado en la Europa ocupada por los nazis: el legado de historias antialemanas de la Primera Guerra Mundial, muchas de las cuales fueron desacreditadas en los años de la posguerra, significaba que estos informes fueron recibidos con considerable escepticismo.
Al igual que la propaganda, los rumores de atrocidades que detallan crímenes exagerados o inventados perpetrados por enemigos también circulan para vilipendiar al bando contrario. El uso de la propaganda de atrocidades no se limita a tiempos de guerra, sino que se puede implementar para influir en la opinión pública y crear un casus belli para declarar la guerra.

## Definición de atrocidad
En el contexto de las sectas y la apostasía, el término «historia de atrocidades», también conocido como «relato de atrocidades», como lo definen los sociólogos estadounidenses David G. Bromley y Anson D. Shupe, se refiere a la presentación simbólica de acciones o eventos (reales o imaginarios) en un contexto tal que violen flagrantemente las premisas compartidas sobre las que deben conducirse las relaciones sociales. El recuento de tales relatos pretende ser un medio de reafirmar los límites normativos. Al compartir la desaprobación o el horror del reportero, una audiencia reafirma la prescripción normativa y ubica claramente al infractor más allá de los límites de la moral pública. El término fue acuñado en 1979 por Bromley, Shupe y Joseph Ventimiglia.
Bromley y otros definen una atrocidad como un evento que se percibe como una violación flagrante de un valor fundamental. Contiene los siguientes tres elementos:
1. ultraje o indignación moral;
2. autorización de medidas punitivas;
3. movilización de esfuerzos de control contra los presuntos autores.

La veracidad de la historia se considera irrelevante.
El término fue acuñado por Stimson y Webb al discutir las formas en que los pacientes hablan de los médicos. También se ha aplicado en contextos médicos para examinar la forma en que se utilizan tales historias para afirmar y defender el carácter de una ocupación frente a quejas ilegítimas sobre su trabajo o posición social.

## Técnicas
Al establecer una mentira de base y pintar al enemigo como un monstruo, la propaganda de atrocidades tiene una función dentro de la inteligencia, ya que desperdicia el tiempo y los recursos de los servicios de contrainteligencia del enemigo para defenderse. El objetivo de los propagandistas es influir en las percepciones, actitudes, opiniones y políticas; a menudo apuntando a funcionarios de todos los niveles de gobierno. La propaganda de atrocidades es violenta, lúgubre y retrata la fatalidad para ayudar a irritar y excitar al público. Deshumaniza al enemigo, haciéndolo más fácil de matar. Las guerras se han vuelto más serias y menos caballerescas; ahora hay que tener en cuenta al enemigo no sólo como hombre, sino como fanático. En ese caso, «la falsedad es un arma reconocida y extremadamente útil en la guerra y cada país la usa deliberadamente para engañar a su propia gente, atraer neutrales y engañar al enemigo». Harold Lasswell lo vio como una regla útil para despertar el odio y que, «si al principio no se enfurecen, use una atrocidad. Se ha empleado invariablemente con éxito en todos los conflictos conocidos por el hombre».
El alcance y la devastación de la Primera Guerra Mundial requirió que las naciones mantuvieran alta la moral. La propaganda se utilizó aquí para movilizar el odio contra el enemigo, convencer a la población de la justicia de la propia causa, obtener el apoyo activo y la cooperación de los países neutrales y fortalecer el apoyo de los aliados. El objetivo era hacer que el enemigo pareciera salvaje, bárbaro e inhumano.

## Propaganda de atrocidades en la historia

### Antes delsigloXX

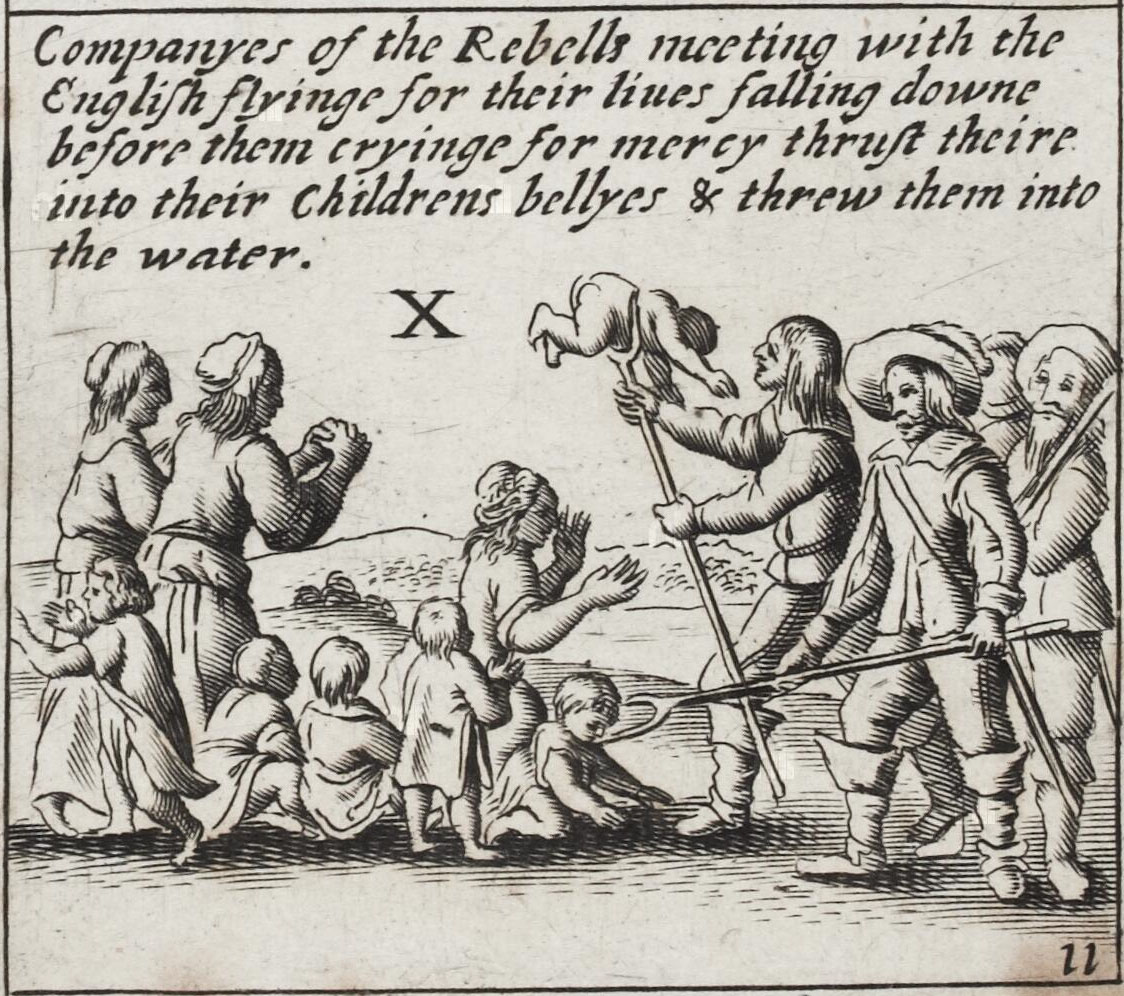
Los relatos de las atrocidades irlandesas durante la rebelión de 1641 ahora se descartan como propaganda, pero llevaron a masacres reales.

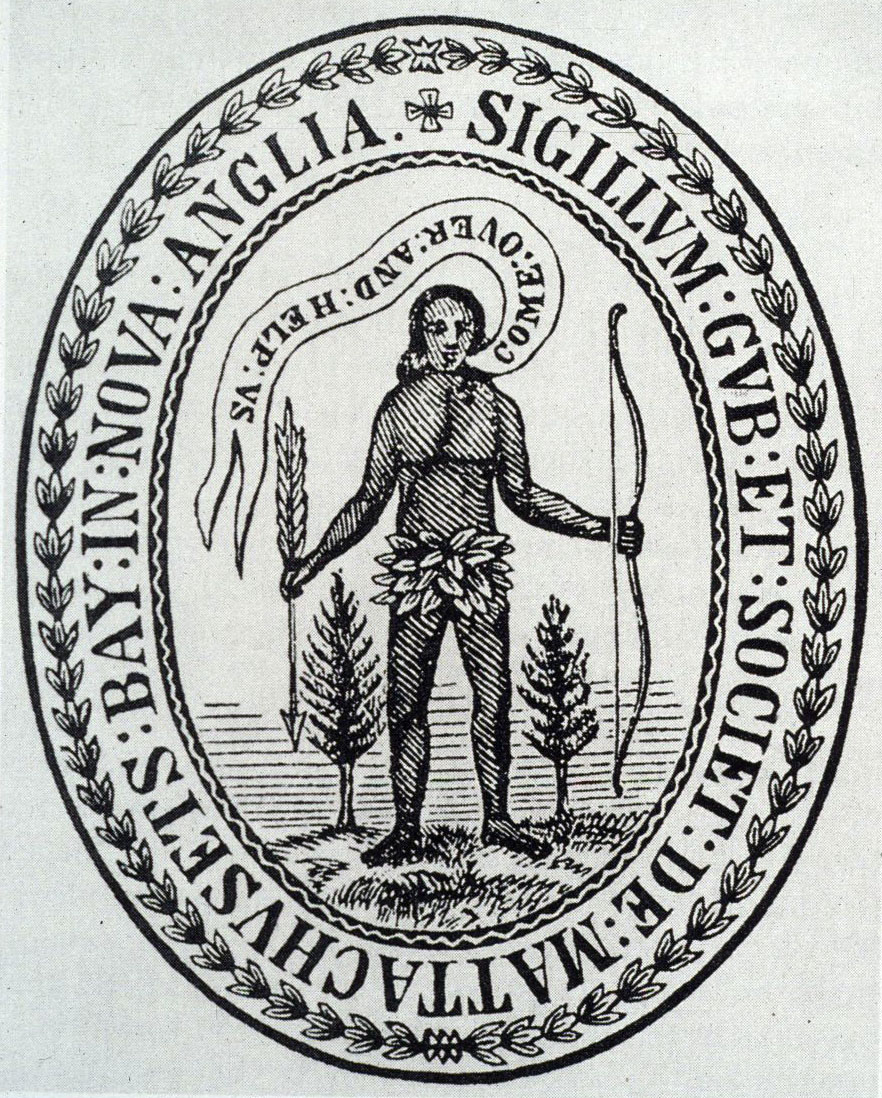
Escudo de la colonia de la bahía de Massachusetts en 1629. En el centro se puede ver a un indígena que dice «Ven y ayúdanos». El texto quería dar a entender que los indios necesitaban de la ayuda de los ingleses.

En un sermón en Clermont durante las Cruzadas, Urbano II justificó la guerra contra el Islam afirmando que el enemigo «había devastado las iglesias de Dios en las provincias orientales, había circuncidado a los hombres cristianos, violado a las mujeres y llevado a cabo las torturas más indescriptibles antes de matarlas.» El sermón de Urbano II logró movilizar el entusiasmo popular en apoyo de la Cruzada de Pedro el Ermitaño.
Las historias espeluznantes que pretendían revelar las atrocidades judías contra los cristianos estaban muy extendidas durante la Edad Media. La acusación contra los judíos de secuestrar y asesinar a niños cristianos para consumir su sangre durante la Pascua se conoció como libelo de sangre.
El «genocidio» de 3 a 4 millones de indígenas en La Española, denunciado por Las Casas, ha sido empleado en diversas ocasiones para justificar acciones contra la monarquía española. Por ejemplo, por los rebeldes en los Países Bajos durante la guerra de los Treinta Años o por Gran Bretaña para justificar la piratería o el asentamiento de colonias en el norte de América. En 2020 una publicación de Fernandes et al., basándose en investigaciones genéticas, afirma que el número máximo de habitantes en Puerto Rico y La Española era de 8150 individuos antes de 1492.
En el siglo XVII, la prensa inglesa fabricó descripciones gráficas de atrocidades presuntamente cometidas por católicos irlandeses contra protestantes ingleses, incluida la tortura de civiles y la violación de mujeres. El público inglés reaccionó a estas historias con llamamientos a severas represalias. Durante la rebelión irlandesa de 1641, espeluznantes informes de atrocidades, incluidas mujeres embarazadas a las que habían abierto la barriga y les habían arrancado a sus bebés de un tirón, proporcionaron a Oliver Cromwell una justificación para su posterior masacre de los rebeldes irlandeses derrotados.
En 1782, Benjamin Franklin escribió y publicó un artículo que pretendía revelar una carta entre un agente británico y el gobernador de Canadá, enumerando las atrocidades supuestamente perpetradas por los aliados nativos americanos de Gran Bretaña contra los colonos, incluidos relatos detallados de cómo arrancaban el cuero cabelludo a mujeres y niños. El relato fue una invención, publicada con la expectativa de que sería reimpreso por los periódicos británicos y, por lo tanto, influiría en la opinión pública británica a favor de la paz con los Estados Unidos.
Después del motín de los cipayos de 1857, comenzaron a circular historias en la prensa británica y colonial sobre atrocidades, especialmente violaciones de mujeres europeas, en lugares como Cawnpore; una investigación oficial posterior no encontró evidencia de ninguna de las afirmaciones.
En el período previo a la guerra hispanoamericana, Pulitzer y Hearst publicaron historias de las atrocidades españolas contra los cubanos. La gran mayoría de estas historias fueron fabricaciones destinadas a impulsar las ventas y enfervorecer al público estadounidense a favor de la guerra.

### sigloXX

#### Primera Guerra Mundial
Se informó que entre treinta y treinta y cinco soldados alemanes entraron en la casa de David Tordens, un carretero, en Sempst; lo ataron, y luego cinco o seis de ellos asaltaron y violaron en su presencia a su hija de trece años, y luego la clavaron con bayonetas [a la pared]. Tras  este horrible hecho, le pegaron un bayonetazo a su hijo de nueve años y luego le dispararon a su esposa.

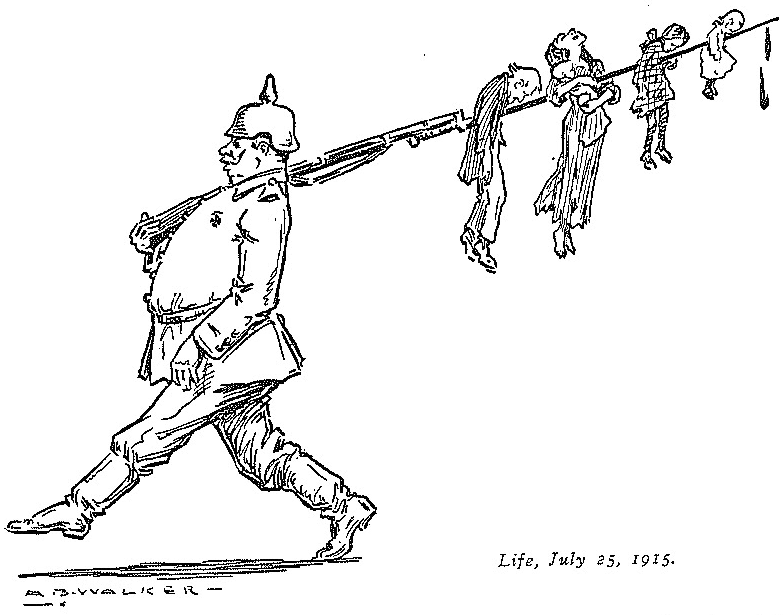
Las historias de soldados alemanes que empalaban a niños con sus bayonetas se basaban en pruebas extremadamente débiles.

La propaganda de atrocidades estuvo muy extendida durante la Primera Guerra Mundial, cuando fue utilizada por todos los beligerantes, desempeñando un papel importante en la creación de la ola de patriotismo que caracterizó las primeras etapas de la guerra. Se considera que la propaganda británica hizo el uso más extenso de atrocidades ficticias para promover el esfuerzo bélico.
Una de esas historias era que los soldados alemanes estaban mutilando deliberadamente a los bebés belgas cortándoles las manos y, en algunas versiones, incluso comiéndoselos. Los relatos de testigos presenciales dijeron haber visto a un bebé mutilado de manera similar. Como señaló más tarde Arthur Ponsonby, en realidad es muy poco probable que un bebé sobreviva a heridas similares sin atención médica inmediata.
Otra historia de atrocidades involucraba a un soldado canadiense, que supuestamente había sido crucificado con bayonetas por los alemanes. Muchos canadienses afirmaron haber presenciado el evento, pero todos proporcionaron una versión diferente de cómo sucedió. El alto mando canadiense investigó el asunto y concluyó que no era cierto.
Circularon otros informes de mujeres belgas, a menudo monjas, a las que los alemanes les cortaban los senos. El 17 de abril de 1917 se publicó en un artículo en The Times que relataba sobre las fábricas de cadáveres alemanas, donde los cuerpos de los soldados alemanes supuestamente se convertían en glicerina para armas o alimento para cerdos y aves de corral. En los años de la posguerra, investigaciones en Gran Bretaña y Francia revelaron que estas historias eran falsas.
En 1915, el gobierno británico pidió al James Bryce, uno de los historiadores contemporáneos más conocidos, que encabezara el Comité sobre presuntos ultrajes alemanes, que debía investigar las denuncias de atrocidades. El informe pretendía probar muchas de las afirmaciones y se publicó ampliamente en los Estados Unidos, donde contribuyó a convencer al público estadounidense de entrar en la guerra. Pocos en ese momento criticaron la exactitud del informe. Después de la guerra, a los historiadores que buscaron examinar la documentación del informe se les dijo que los archivos habían desaparecido misteriosamente. La correspondencia sobreviviente entre los miembros del comité reveló que en realidad tenían serias dudas sobre la credibilidad de las historias que investigaban.
Los periódicos alemanes publicaron denuncias de que los armenios estaban asesinando a musulmanes en Turquía. Varios periódicos informaron que 150 000 musulmanes habían sido asesinados por armenios en la provincia de Van. Un artículo sobre la Revolución de 1908 (a veces llamado el «despertar nacional turco») publicado por un periódico alemán acusó a los «otomanos de la tribu cristiana» (es decir, a los armenios) de tomar las armas después de la revolución y matar a musulmanes.
Desde el bando alemán también se divulgó propaganda relacionada con un presunto carácter bárbaro y criminal de los belgas, especialmente de los sacerdotes católicos belgas. La difusión de estos rumores y calumnias, que incluía a imaginarios francotiradores belgas o un inexistente envenenamiento del agua del país, legitimó las subsiguientes matanzas de población civil belga a manos de soldados alemanes. Dicha labor de propaganda fue documentada por el trabajo Cómo nace un ciclo de leyendas: francotiradores y atrocidades en Bélgica (1916), utilizado un lustro más tarde por el historiador Marc Bloch en su estudio sobre la creación de noticias falsas durante la Gran Guerra.

#### Segunda Guerra Mundial
Durante la Segunda Guerra Mundial, la propaganda de atrocidades no se usó a la misma escala que en la Primera Guerra Mundial, ya que para entonces había sido desacreditada desde hacía tiempo por su uso durante el conflicto anterior. Hubo excepciones en algunas películas de propaganda, como Hitler's Children, Women in Bondage y Enemy of Women, que retrataban a los alemanes (a diferencia de los nazis) como enemigos de la civilización, abusando de mujeres e inocentes. Hoy se considera Hitler's Children como «espeluznante», mientras que Women in Bondage se describe como una película de explotación de bajo presupuesto; esta última película lleva un descargo de responsabilidad afirmando que «todo en la película es cierto», pero los hechos a menudo se distorsionan o se sensacionalizan.
Por otra parte, los alemanes a menudo afirmaban que las descripciones –en gran medida precisas– de las atrocidades alemanas eran solo «propaganda de atrocidades» y, por lo tanto, algunos líderes occidentales dudaban en creer los primeros informes de las atrocidades nazis, especialmente la existencia de campos de concentración, campos de exterminio y las muchas masacres perpetradas por tropas alemanas y las SS Einsatzgruppen durante la guerra. Winston Churchill y Franklin Roosevelt sabían por intercepciones de radio a través de Bletchley Park que tales masacres se habían generalizado en Europa del Este a medida que avanzaba la guerra, especialmente en Polonia. Además, la existencia de campos de concentración como Dachau era bien conocida tanto en Alemania como en todo el resto del mundo, como resultado de la propia propaganda alemana, así como de muchas denuncias de fugitivos y otros desde 1933 en adelante. Su descubrimiento por soldados aliados hacia el final de la guerra conmocionó a muchos en el oeste, especialmente Bergen-Belsen y Dachau, pero las atrocidades cometidas allí fueron ampliamente respaldadas por los hechos sobre el terreno. Los Juicios de Núremberg en 1945/6 confirmaron el alcance del genocidio, la experimentación médica nazi, las masacres y la tortura a una escala muy amplia. Los juicios posteriores de Núremberg produjeron abundante evidencia de atrocidades cometidas contra prisioneros y cautivos.
Los propios alemanes hicieron un uso intensivo de la propaganda de atrocidades, tanto antes de la guerra como durante ella. La violencia entre los alemanes étnicos y los polacos, como la masacre del Domingo Sangriento de 1939, se difundió como una masacre de la población alemana por parte de los polacos (a los que se tildaba de infrahumanos) y se utilizó para justificar el genocidio de la población polaca según el Plan General del Este nazi. Al final de la guerra, la propaganda nazi usó representaciones exageradas de crímenes aliados, reales o planificados, contra Alemania, como el bombardeo de Dresde, la masacre de Nemmersdorf y el Plan Morgenthau para la desindustrialización de Alemania, para asustar y enfurecer a los civiles alemanes en la resistencia. La última directiva de Hitler, dada quince días antes de su suicidio, proclamó que las intenciones de posguerra de los «bolcheviques judíos» eran el genocidio total del pueblo alemán, con los hombres enviados a campos de trabajo en Siberia y las mujeres y niñas convertidas en esclavas sexuales de los militares.

#### Guerra afgano-soviética

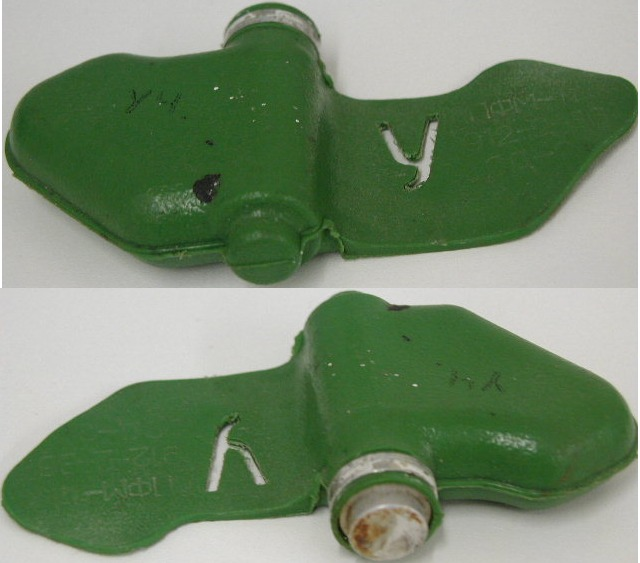
Se afirmó que la mina PFM-1 había sido diseñada deliberadamente para atraer a los niños.

Según un informe de la ONU de 1985 respaldado por países occidentales, la KGB había diseñado deliberadamente minas para que parecieran juguetes y las había desplegado contra niños afganos durante la guerra de Afganistán.
Periódicos como el New York Times publicaron artículos que denunciaban la «espantosa y deliberada mutilación de niños» y señalaban que, si bien el público había recibido las historias con escepticismo, habían sido probadas por el «testimonio incontrovertible» de un funcionario de la ONU que testificó la existencia de juguetes trampa en forma de armónicas, radios o pájaros.
La historia probablemente se originó en la mina PFM-1, que estaba hecha de plástico de colores brillantes y había sido copiada indirectamente del diseño estadounidense BLU-43 Dragontooth. El Centro de Coordinación de Acción contra las Minas de Afganistán informó que las acusaciones «cobraron vida por razones obvias de los periodistas», pero por lo demás no tenían ninguna base en la realidad.

#### Guerras de Yugoslavia
En noviembre de 1991, un fotógrafo serbio afirmó haber visto los cadáveres de 41 niños, que supuestamente habían sido asesinados por soldados croatas. La historia fue publicada por medios de comunicación de todo el mundo, pero el fotógrafo admitió más tarde haber inventado su relato. Se culpó a la historia de esta atrocidad de incitar un deseo de venganza entre los rebeldes serbios, que ejecutaron sumariamente a los combatientes croatas que fueron capturados cerca de la supuesta escena del crimen al día siguiente de la publicación del informe falsificado.

#### Guerra del Golfo
Irak invadió Kuwait en agosto de 1990. El 10 de octubre de 1990, una joven kuwaití conocida solo como «Nayirah» apareció frente a un comité del Congreso de los Estados Unidos y testificó que fue testigo del asesinato masivo de bebés, cuando los soldados iraquíes los sacaron de las incubadoras de los hospitales y los arrojaron al suelo para dejarlos morir. Su testimonio se convirtió en la noticia principal en los periódicos, la radio y la televisión de todos los Estados Unidos. La historia finalmente se expuso como una invención en diciembre de 1992, en un programa de CBC-TV llamado To sell a war. Se reveló que Nayirah era la hija del embajador de Kuwait en los Estados Unidos y que en realidad no había visto las «atrocidades» que describió; la firma de relaciones públicas Hill & Knowlton, que había sido contratada por el gobierno de Kuwait para diseñar una campaña de relaciones públicas para aumentar el apoyo público estadounidense a la guerra contra Irak, había promovido mucho su testimonio.

### sigloXXI

#### Guerra de Irak
En el período previo a la invasión de Irak de 2003, aparecieron artículos de prensa en el Reino Unido y los Estados Unidos sobre una trituradora de plástico o una trituradora de madera en la que Saddam y Qusay Hussein introducían a los opositores de su régimen baazista. Estas historias atrajeron la atención mundial y aumentaron el apoyo a la acción militar, en historias con títulos como Mira a los hombres destrozados, luego di que no respaldas la guerra. Un año después, se determinó que no había evidencia que respaldara la existencia de tal máquina.
En julio de 2003, una mujer iraquí, Jumana Hanna, testificó que había sido sometida a tratos inhumanos por parte de policías baazistas durante sus dos años de encarcelamiento, incluyendo descargas eléctricas y violaciones repetidas. La historia apareció en la portada de The Washington Post y fue presentada ante el Comité de Relaciones Exteriores del Senado por el entonces subsecretario de Defensa, Paul Wolfowitz. En enero de 2005, artículos en Esquire y The Washington Post concluyeron que ninguna de sus acusaciones podía verificarse y que sus relatos contenían graves inconsistencias. Su esposo, que según ella había sido ejecutado en la misma prisión donde ella fue torturada, en realidad todavía estaba vivo.

#### Otros casos
Durante la Batalla de Yenín, los funcionarios palestinos afirmaron que hubo una masacre de civiles en el campo de refugiados, lo que resultó falso en investigaciones internacionales posteriores.
Durante los enfrentamientos étnicos de Kirguistán del Sur de 2010, se difundió el rumor entre la etnia kirguisa de que hombres uzbekos habían irrumpido en un dormitorio de mujeres local y violado a varias mujeres kirguisas. La policía local nunca proporcionó ninguna confirmación de que se produjera tal agresión.
Durante la Primavera Árabe, los medios de comunicación libios informaron sobre las atrocidades de los leales a Muammar Gaddafi, a quienes se les habría ordenado realizar «violaciones masivas alimentadas con Viagra». Una investigación posterior de Amnistía Internacional no ha podido encontrar pruebas de estas acusaciones y, en muchos casos, las ha desacreditado, ya que se descubrió que los rebeldes habían mentido deliberadamente sobre las afirmaciones.
En julio de 2014, la emisora pública rusa Channel 1 emitió un informe que afirmaba que los soldados ucranianos en Sláviansk habían crucificado a un niño de tres años en una tabla y luego habían arrastrado a su madre con un tanque, causándole la muerte. El relato del único testigo entrevistado para el informe no fue corroborado por nadie más, y otros medios no han podido confirmar la historia, a pesar de las afirmaciones en el testimonio de que muchos de los habitantes de la ciudad habían sido obligados a mirar los asesinatos. Un reportero de Novaya Gazeta tampoco pudo encontrar ningún otro testigo en la ciudad.